# (2956) Yeomans
(2956) Yeomans est un astéroïde de la ceinture principale.

## Description
(2956) Yeomans est un astéroïde de la ceinture principale. Il fut découvert le 28 avril 1982 à la station Anderson Mesa par Edward L. G. Bowell. Il présente une orbite caractérisée par un demi-grand axe de 2,77 UA, une excentricité de 0,09 et une inclinaison de 2,9° par rapport à l'écliptique.

## Compléments